# 文武砂街道
文武砂街道，是福建省福州市長樂區下轄的一個街道，位於長樂區東南部濱海，是區政府駐地、福州市區45公里、松下港17公里、福州長樂國際機場17公里，具有依托航空港和深水港的優勢，街道總面積32平方千米。

## 沿革與行政區劃
文武砂街道舊為“十八都，昌化鄉海濱、崇化二里。統二圖，一圖，漢坂；二圖岐頭、東山、壺井”。東鄰漳港街道沙尾、萬沙、新宅；北接鶴上鎮白眉、大架；西毗鶴上蓮花、古槐鎮嶼頭、龍田、洋下、仙橋；南連江田鎮漳流。東臨東海，與江田下沙相望。
文武砂地處東南海隅，早先是一泓海灣，南北各有一座島礁，一派荒漠莽灘。因風沙肆虐，刮北風南島積沙，刮南風北島沙堆，俗名“風母沙”，意為沙因“風母”而生，地因“風母”得名。六十年代，沿海沙灘種植木麻黃防風林，克制風沙，“風母”銷聲匿跡，於是“風母沙”按方言諧音叫做“文武砂”。1956年開始築堤建閘圍海造田，1957年7月竣工。圍墾面積19000畝，其中耕地11000畝，水域5600畝。1958年，創辦國營文武砂農場，直屬福建省農墾廳，為縣級建制。1970年，農場體制下放，1971年1改為文武砂人民公社，1973年，把原鶴上公社壺井大隊、江田公社東山大隊劃入文武砂公社行政區域。1979年10月，農場復辦，為場社合一體制。1984年撤社建鄉，1992年，鄉改鎮。農場與鎮政府合署辦公，至2007年，轄9個行政村（東海、東岱、壺井、山頂、壺東、岐西、洽嶼、下吳、新村）、5個農場作業區（二站、三站、四站、五站、八站），總人口20091人。2021年4月9日，同意撤销福州市长乐区文武砂镇，设立长乐区文武砂街道。
文武砂街道下辖以下地区：
东海村、东岱村、洽屿村、岐西村、壶井村、壶东村、山顶村、下吴村、新村、国营农场第二作业区村、国营农场第三作业区村、国营农场第四作业区村和国营农场第八作业区村。

## 經濟

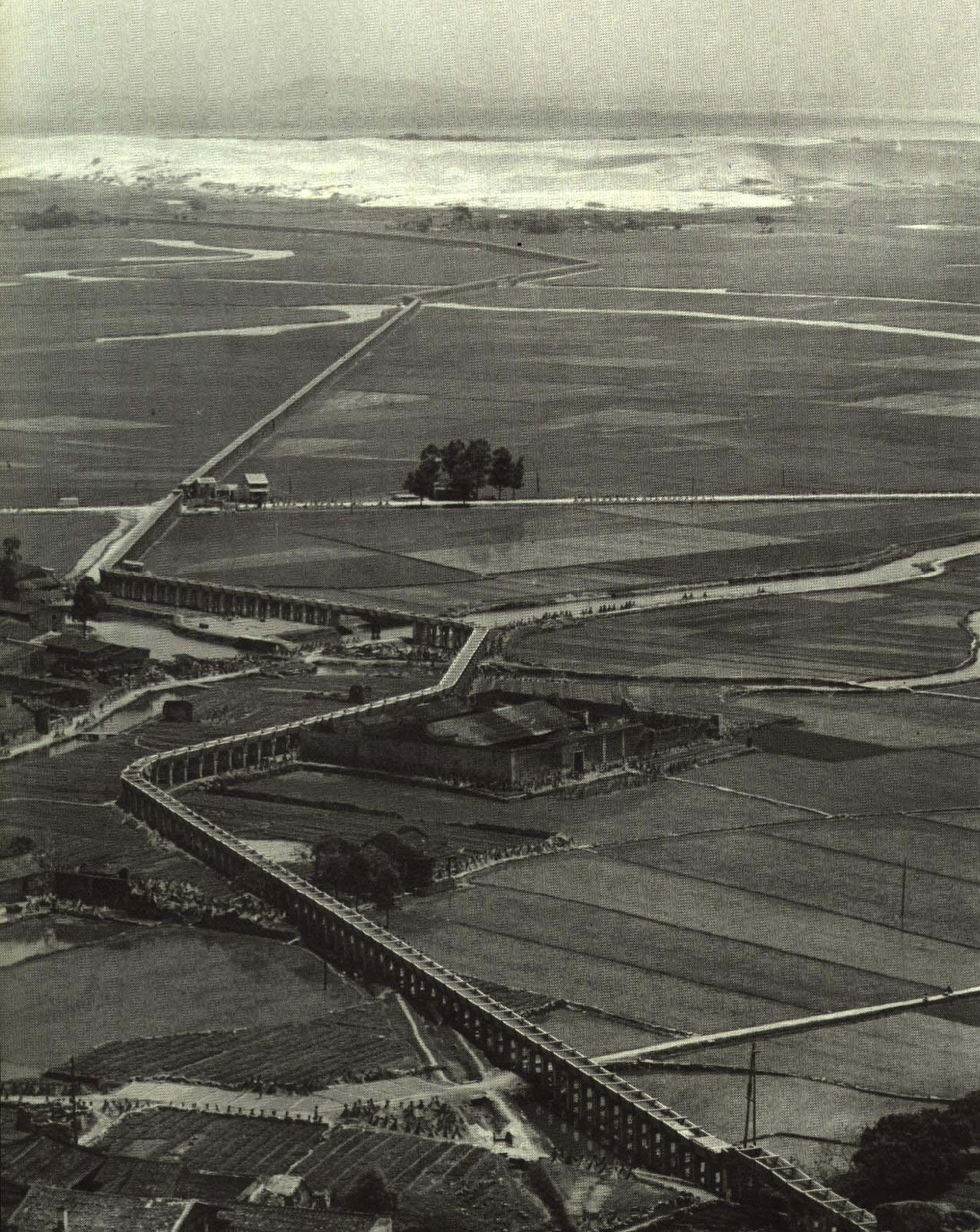
1965年福建长乐文武砂地区修建大干渠

2007年全鎮工業總產值達11.57億元。

### 企業
凱邦錦倫、泰源紡織、新密機電、光隆精工、華鳳紡織、太陽石業

## 教育
- 文武砂初級中學
- 壺井中心小學
- 東山小學
- 東岱小學

## 風景
- 壺井山
- 十八孔
- 海峽高爾夫球場
- 十七孔（外文武海堤）

## 特產
海蟶、花蛤、黃蛤、青蛾、流鰻、西施舌、蜆子、三角、鱸魚、油鱔、龍腸、錢蟹、螃蟹